# ビスカヤ橋
ビスカヤ橋（びすかやばし，スペイン語：Puente de Vizcaya）はスペインのネルビオン川に架かっている世界最古の運搬橋である。ビスケー湾に面した港湾都市ビルバオの河口付近にあり、ポルトゥガレテ地区とゲチョ地区を結んでいる。地元では単に「吊り橋」「運搬橋」とも呼ばれ、また左岸の自治体名から「ポルトゥガレテ橋」とも呼ばれている。ビスカヤ橋の周辺ではジャズ、フォーク、合唱、ダンス、水彩画などの国際イベントが開催されることもある。2016年10月8日のNHK「ピタゴラスイッチ」の「そこで橋は考えた」のコーナーで紹介された。

## 歴史
ギュスターヴ・エッフェルの弟子の一人、建築家のアルベルト・パラシオによって設計され、1893年にビスカヤ橋が完成・開通した。運搬橋という形式はビルバオに向かう海上交通の妨げになることなく、また長い傾斜路をもつ巨大な橋を造らずにすむ解決策だった。吊り下げられたゴンドラで人や車を運搬するための世界最古の運搬橋であり、ヨーロッパ、アメリカ、アフリカなどの地域で運搬橋のモデルとなった。2011年時点で、ヨーロッパに現存して稼働中の歴史的運搬橋はロシュフォール＝マルトゥルの運搬橋（フランス、1900年）、ニューポート運搬橋（イギリス、1906年）、オステン運搬橋（ドイツ、1909年）、ビスカヤ橋の4橋のみであり、南アメリカではリアチュエーロ運搬橋（アルゼンチン、1914年）の1橋のみである。スペイン内戦時には4年間上部構造が爆破されて通行不能になったことがあったが、それ以外は現役である。

## 運用

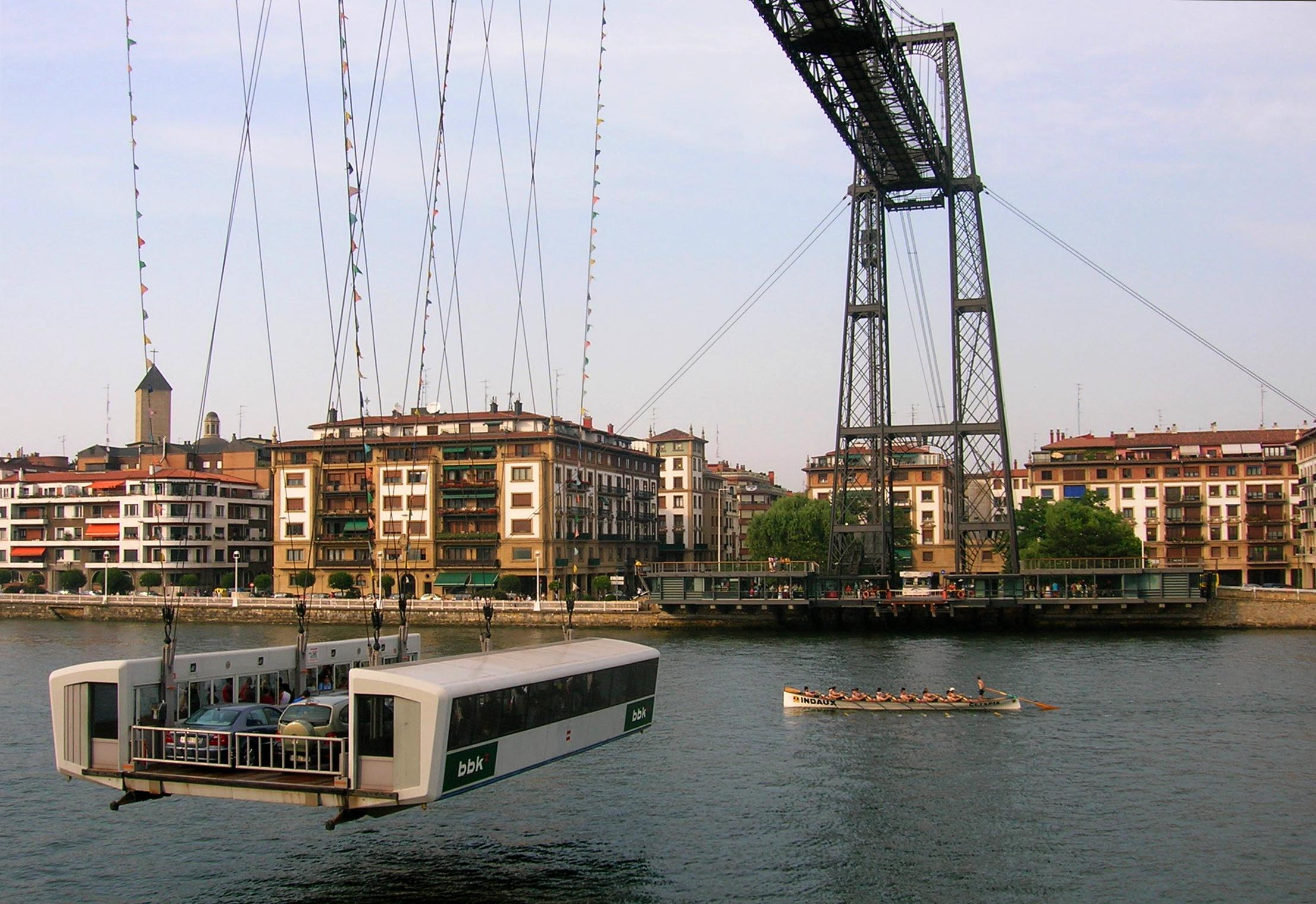
ゴンドラ

運搬橋の長さは164m、水面からの高さは45mである。ビスカヤ橋のゴンドラは164mの距離を2分弱かけて渡る。ゴンドラは6台の自動車と300人ほどの人間を運ぶことができる。運行は24時間営業で、8分ごとにゴンドラが行き来している。
運賃はビルバオ都市圏の交通と一体化しているため、バスや地下鉄と同じクレディトランスという交通カードが使用できる。また、観光用の歩道が上部構造に組み込まれており、50mの高さから港や湾を眺めながら歩いて渡ることができる。

## 世界遺産
2006年7月13日、ユネスコの世界遺産に登録された（ID1217）。軽量鉄ケーブルの使用が画期的であり、産業革命期の顕著な建築学上の鉄構造物とみなされた。ベルギーのサントル運河のボートリフトなどと並んで、近現代の技術進歩の足跡を証する世界遺産である。

### 登録基準
この世界遺産は世界遺産登録基準のうち、以下の条件を満たし、登録された（以下の基準は世界遺産センター公表の登録基準からの翻訳、引用である）。
- (1) 人類の創造的才能を表現する傑作。
- (2) ある期間を通じてまたはある文化圏において、建築、技術、記念碑的芸術、都市計画、景観デザインの発展に関し、人類の価値の重要な交流を示すもの。